# Pointe-Claire
Pointe-Claire est une ville de l'agglomération de Montréal, au Québec (Canada) bordant le lac Saint-Louis. En 2020, la ville compte une population de 33 698 habitants. Son symbole est le moulin à vent situé non loin de l'église Saint-Joachim de Pointe-Claire. La ville possède deux bibliothèques municipales, un centre aquatique, un aréna, un parc naturel et ses propres installations de filtration d'eau.

## Histoire
L'origine de cette ville remonte au XVIIe siècle, lorsque le défrichage des terres sur l'île de Montréal fut assez avancé pour y implanter une route longeant la rive sud de l'île et se rendant jusqu'à l'extrémité ouest de l'île. C'est en 1705, que l'intendant Raudot ordonne la construction d'une route reliant Montréal au lieudit du Haut de Lisle de Montréal. Les terres adjacentes avait alors été concédées à un seigneur du nom de Saint-Joachim. Mais dès 1685, une première paroisse fut fondée, Saint-Louis du Haut de Lisle de Montréal, et son premier desservant fut le sulpicien François Saturnin Lascaris d'Urfé, marquis de Bouge. En 1689, à la suite du massacre de Lachine par les Iroquois, les colons abandonnent leurs terres. En 1713, une seconde paroisse est fondée, Saint-François-de-Sales du Haut de Lisle de Montréal, par détachement de celles de Sainte-Anne du Bout de Lisle de Montréal et des Saints-Anges-Gardiens de La Chine. Dès 1714, cette paroisse adopte le nom de Saint-Joachim (voir les registres subsistant dans le Fonds Drouin et les précieux microfilms du Fonds Faillon du Séminaire Saint-Sulpice aux Archives de l'Université de Montréal). Les registres antérieurs à 1715, donc ceux des origines, sont malheureusement en partie perdus, mais il est possible avec de la patience, de retracer certains actes de la paroisse originale parmi les plus anciens des Saints-Anges-Gardiens de Lachine.
C'est en 1854 que Pointe-Claire devint officiellement une municipalité de village de Saint-Joachim-de-la-Pointe-Claire, qui deviendra ville sous le nom abrégé de Pointe-Claire en 1911. On peut signaler dans les mentions historiques celles de Nicolas Perrot, « à la Pointe Claire du lac Saint-Louis », dans son Mémoire sur les mœurs, coustumes et religion des sauvages de l'Amérique septentrionale (1684) et de Mathieu-Benoît Collet, dans des procès-verbaux de 1721, «en la coste de la Pointe-Claire».

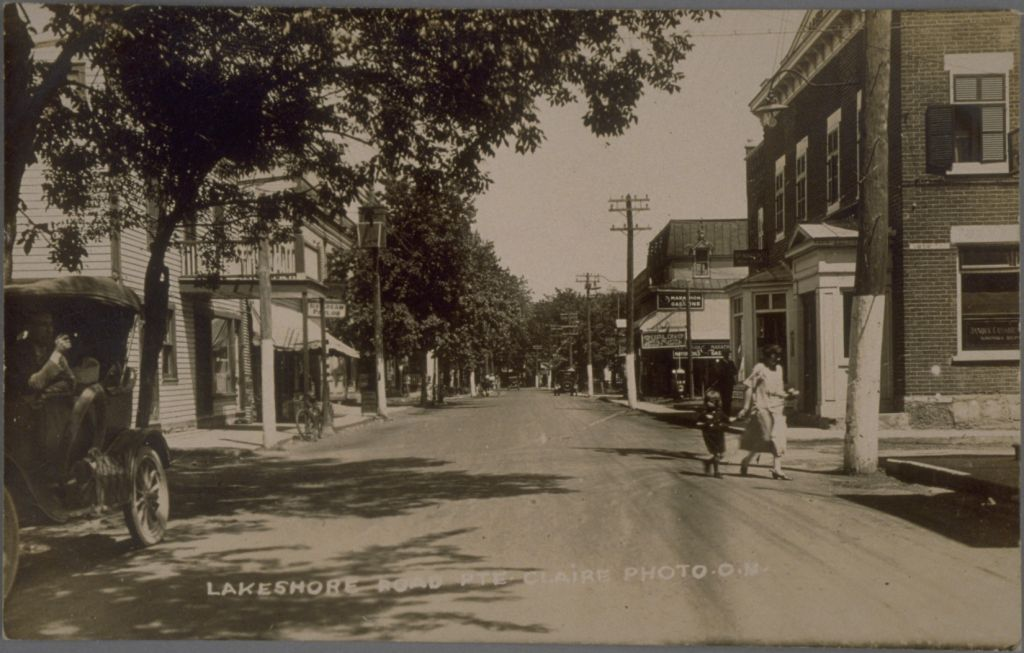
Carte postale, chemin du Bord-du-Lac à Pointe-Claire, vers 1925

Le centre névralgique de l'agglomération se trouvait alors au sud de l'actuelle autoroute 20. L'arrivée du Grand Tronc (maintenant le chemin de fer du CN) en 1853, puis du Canadien Pacifique en 1887, ainsi que l'avènement du téléphone ont grandement contribué à l'essor de la ville, qui était à l'époque une destination de vacances très prisée par les anglophones. Le village de Valois a été fusionné à Pointe-Claire en 1911. 
La construction de l'autoroute 20 dans les années 1940 a eu pour conséquence le déplacement du centre-ville au nord de celle-ci. L'hôtel de ville, le centre récréatif et les postes de police et de pompiers se trouvent actuellement au coin de l'ancienne côte Saint-Jean, maintenant transformée en boulevard, et de la rue Douglas-Shand.

## Géographie
La ville est localisée dans la région administrative de Montréal. Elle est entourée à l'est par Dorval, à l'ouest par les villes de Kirkland et Beaconsfield, et au nord par Dollard-Des Ormeaux. Au sud, Pointe-Claire est bordée par le lac Saint-Louis. Pointe-Claire fait partie de la circonscription provinciale de Jacques-Cartier et de la circonscription fédérale de Lac-Saint-Louis.

## Démographie
| 1966   | 1971   | 1976   | 1981   | 1986   | 1991   |
| ------ | ------ | ------ | ------ | ------ | ------ |
| 26 784 | 27 300 | 25 917 | 24 571 | 26 026 | 27 647 |

| 1996   | 2001   | 2006   | 2011   | 2016   | 2021   |
| ------ | ------ | ------ | ------ | ------ | ------ |
| 28 435 | 29 286 | 30 161 | 30 790 | 31 380 | 33 488 |

## Administration
Au niveau municipal, la ville est divisée en huit districts, chacun étant représenté par son conseiller à l'hôtel de ville.
Le conseil municipal, depuis les élections de 2013, est ainsi formé:
- Maire : Morris Trudeau
- Conseillers :
  - district 1 (Cedar/Le Village): Erin Telford
  - district 2 (Lakeside):Paul Bissonnette
  - district 3 (Valois): Kelly Thorstad-Cullen
  - district 4 (Cedar Park Heights): Tara Stainforth
  - district 5 (Lakeside Heights): Cynthia Homan
  - district 6 (Seigniory): Bruno Tremblay
  - district 7 (Northview): Eric Stork
  - district 8 (Oneida): Brent Cowan

| Pointe-Claire Maires depuis 2005                                                                                     |                |         |          |
| Élection | Maire          | Qualité | Résultat |
| 2005 | Bill McMurchie |         | Voir     |
| 2009 | Bill McMurchie | Voir    |          |
| 2013 | Morris Trudeau |         | Voir     |
| 2017 | John Belvedere |         | Voir     |
| 2021 | Tim Thomas     |         | Voir     |
| Élection partielle en italique Depuis 2005, les élections sont simultanées dans toutes les municipalités québécoises |                |         |          |

Au niveau provincial, Pointe-Claire est représentée par le député de Jacques-Cartier, le libéral Gregory Kelley.
Au niveau fédéral, Pointe-Claire est représentée par le député de Lac-Saint-Louis, le libéral Francis Scarpaleggia.

## Économie
L'agriculture fut la principale activité économique de l'agglomération pendant quelques siècles, jusque dans les années 1940 avec la Seconde Guerre mondiale. Actuellement[Quand ?], on retrouve les sièges sociaux de plusieurs compagnies le long de l'autoroute 40, ainsi que plusieurs centres commerciaux, le plus important étant le centre d'achat Fairview, situé sur le boulevard Saint-Jean.

## Culture
L'Association des artistes du Lakeshore organise des expositions, notamment au Centre culturel Stewart Hall de Pointe-Claire.

## Éducation

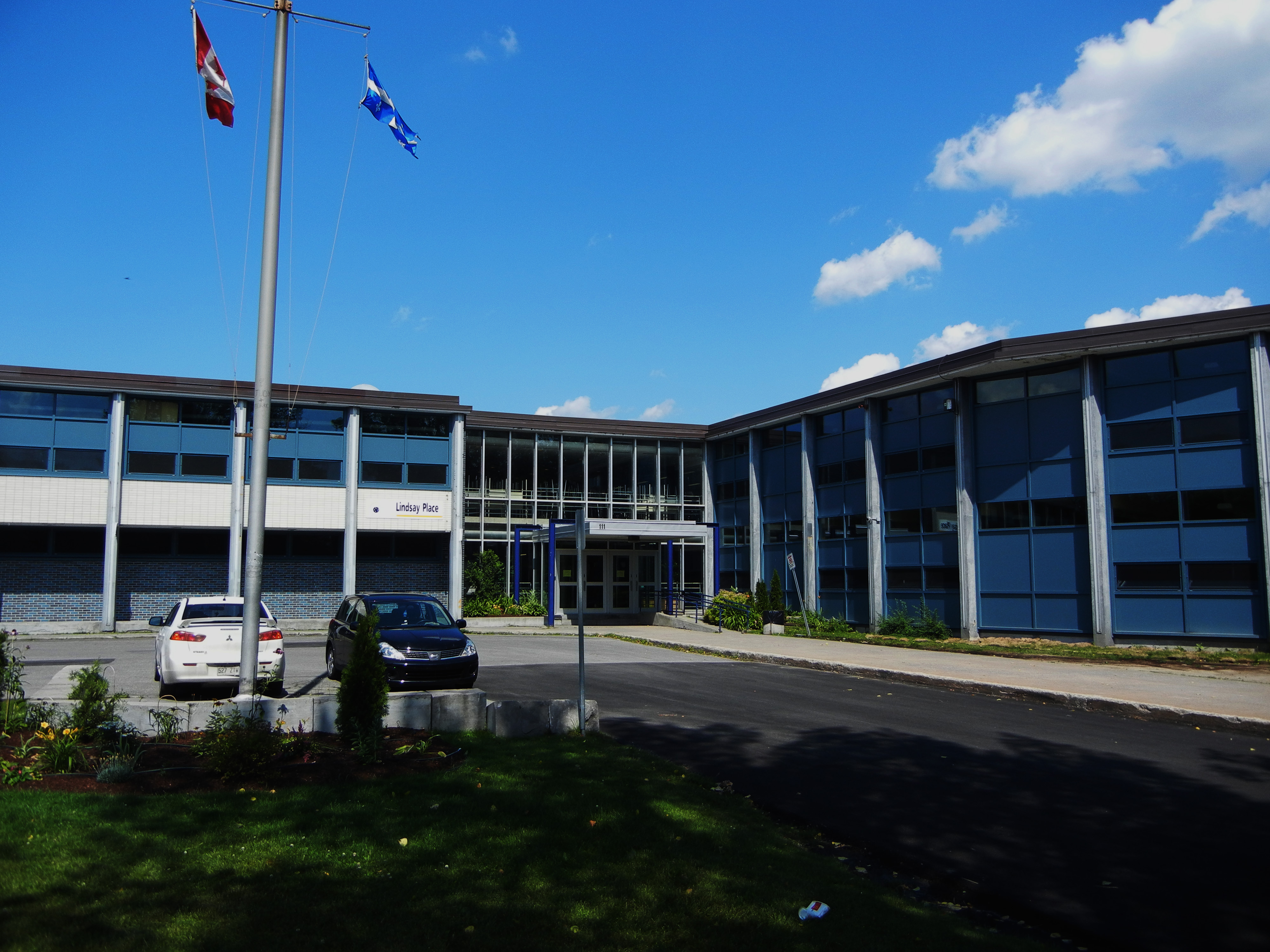
.

Le Centre de services scolaire Marguerite-Bourgeoys (auparavant la Commission scolaire Marguerite-Bourgeoys) administre les écoles francophones:
- École primaire Marguerite-Bourgeoys
- École primaire Pointe-Claire (ex-École primaire Lakeside Heights)
- École primaire Saint-Louis
- École secondaire Felix-Leclerc (ex-École secondaire Saint-Thomas)

La Commission scolaire Lester-B.-Pearson (CSLPB) administre les écoles anglophones:
- École primaire Clearpoint (ex-École primaire Cedar Park)
- École primaire St. John Fisher
- École secondaire John Rennie (en)
- École secondaire Lindsay Place (en)
- École secondaire St. Thomas (en)
- École secondaire Horizon[9],[10]
- L'École primaire St. Edmund et l'École primaire Beacon Hill de Beaconsfield et l'École primaire Wilder-Penfield de Dollard-des-Ormeaux desservent certaines parties de la ville[11].

## Sports
La ville possède un vaste centre sportif comprenant une aréna, trois piscines dont une de dimensions olympiques et une tour de plongeon. Plusieurs athlètes ayant participé aux Jeux olympiques se sont entraîné à Pointe-Claire, notamment Anne Montminy en plongeon.
Il existe aussi une association de soccer amateur, l'ASAPC (association de soccer amateur de Pointe-Claire), créée en 1966.
De plus, il existe un club de canoë, le CPCC (Club de canoë Pointe-Claire), qui se distingue de plus en plus lors de compétitions provinciales, nationales et même internationales. Il se situe en bordure du lac Saint-Louis et de l'autoroute 20. Depuis quelques années, plus de 150 jeunes et moins jeunes participent aux programmes de compétition. Des athlètes tel Tom Hall et Andrew Willows, deux médaillés des dernières coupes du monde, sont la fierté du club et de la ville de Pointe-Claire. Lors des championnats canadiens 2006 tenus à Regina en Saskatchewan, les quelque 40 athlètes participants ont ramené une vingtaine de médailles ainsi qu'un trophée signifiant l'impressionnante victoire de Sébastien Clermont et Marc Tarling lors de l’épreuve de C2 1000M Midget. Le club, grâce à ces performances, s'est même classé parmi les 10 meilleurs au pays. Les programmes multiples dont le bateau dragon, les camps de jour et les catégories maîtres intéressent de plus en plus de participants.

## Attraits
- Moulin à vent de Pointe-Claire
- L'église Saint-Joachim de Pointe-Claire
- Fairview Pointe-Claire
- Maison Hyacinthe-Jamme-dit-Carrière
  - ancienne maison de ferme d'inspiration française bâtie entre 1769 et 1791[12]

## Société

### Personnalités
- John Lahey (1670-1738)
- Greg Rusedski, joueur de tennis (1976-)
- Michael Matheson, joueur de hockey (1994-)
- Evelyne Brochu, actrice (1983-)